# Cottbus
Cottbus (en bajo sórabo: Chóśebuz; en polaco: Chociebuż) es una ciudad en el este de Alemania. Es después de la capital estatal Potsdam la segunda ciudad mayor de Brandeburgo. Junto a la ciudad de Brandeburgo, Fráncfort del Oder y Potsdam, es uno de los cuatro centros administrativos (Oberzentrum) del Estado federal de Brandeburgo y tiene el estatus de ciudad libre (Kreisfreie Stadt).

## Historia
Las fuentes históricas señalan que Cottbus pudo haber obtenido los derechos de ciudad en algún momento comprendido entre 1216 y 1225. La ciudad prosperó formando parte del Reino de Prusia.
Durante la Segunda Guerra Mundial, el 15 de febrero de 1945 la ciudad fue destruida en buena medida tras el ataque de 459 bombardeos estadounidenses Boeing B-17. Tras el final de la cotienda, el territorio fue ocupado por el ejército Rojo y, poco después, pasó a integrar la República Democrática Alemana (RDA) hasta la su desaparición en 1990. Durante la época de la RDA fue capital del distrito homónimo.
Desde 1976, Cottbus tiene la categoría de Ciudad Grande al alcanzar más de 100 000 habitantes, perfilándose como centro de administración, ciencias y servicios.

## Geografía

### Clima
La ciudad se encuentra en una zona templada, a 75 m sobre el nivel del mar. Sus coordenadas geográficas son 51°46′N y 14°20′E.
La temperatura media anual ronda los 10 grados Celsius. El mes más caluroso es julio con 19,8 °C. El mes más frío es enero, con 0,8 °C de temperatura media. La diferencia entre las temperaturas máxima y mínima, conocida como amplitud térmica, oscila por tanto unos 19 °C.
La precipitación media anual es de 566 milímetros. La mayor parte de las lluvias se producen en julio con 75 milímetros de promedio; abril es el mes con la menor cantidad de lluvia con una media de 31 milímetros. Se producen precipitaciones durante todo el año, pero son más intensas en verano. Por ello el clima es húmedo durante todo el año, por lo que puede afirmarse que en Cottbus no hay temporada seca ni temporada de lluvias.
| Parámetros climáticos promedio de Cottbus (normales 1991–2020) | Parámetros climáticos promedio de Cottbus (normales 1991–2020) | Parámetros climáticos promedio de Cottbus (normales 1991–2020) | Parámetros climáticos promedio de Cottbus (normales 1991–2020) | Parámetros climáticos promedio de Cottbus (normales 1991–2020) | Parámetros climáticos promedio de Cottbus (normales 1991–2020) | Parámetros climáticos promedio de Cottbus (normales 1991–2020) | Parámetros climáticos promedio de Cottbus (normales 1991–2020) | Parámetros climáticos promedio de Cottbus (normales 1991–2020) | Parámetros climáticos promedio de Cottbus (normales 1991–2020) | Parámetros climáticos promedio de Cottbus (normales 1991–2020) | Parámetros climáticos promedio de Cottbus (normales 1991–2020) | Parámetros climáticos promedio de Cottbus (normales 1991–2020) | Parámetros climáticos promedio de Cottbus (normales 1991–2020) |
| Mes                                                            | Ene.                                                           | Feb.                                                           | Mar.                                                           | Abr.                                                           | May.                                                           | Jun.                                                           | Jul.                                                           | Ago.                                                           | Sep.                                                           | Oct.                                                           | Nov.                                                           | Dic.                                                           | Anual                                                          |
| -------------------------------------------------------------- | -------------------------------------------------------------- | -------------------------------------------------------------- | -------------------------------------------------------------- | -------------------------------------------------------------- | -------------------------------------------------------------- | -------------------------------------------------------------- | -------------------------------------------------------------- | -------------------------------------------------------------- | -------------------------------------------------------------- | -------------------------------------------------------------- | -------------------------------------------------------------- | -------------------------------------------------------------- | -------------------------------------------------------------- |
| Temp. máx. media (°C)                                          | 3.5                                                            | 5.3                                                            | 9.4                                                            | 15.7                                                           | 20.3                                                           | 23.6                                                           | 25.6                                                           | 25.4                                                           | 20.3                                                           | 14.4                                                           | 8.2                                                            | 4.4                                                            | 14.7                                                           |
| Temp. media (°C)                                               | 0.8                                                            | 1.7                                                            | 4.8                                                            | 10.0                                                           | 14.5                                                           | 17.9                                                           | 19.8                                                           | 19.3                                                           | 14.6                                                           | 9.8                                                            | 5.1                                                            | 1.9                                                            | 10.0                                                           |
| Temp. mín. media (°C)                                          | -2.1                                                           | -1.7                                                           | 0.4                                                            | 3.9                                                            | 8.2                                                            | 11.8                                                           | 13.8                                                           | 13.4                                                           | 9.4                                                            | 5.5                                                            | 1.9                                                            | -0.7                                                           | 5.3                                                            |
| Precipitación total (mm)                                       | 41.5                                                           | 34.1                                                           | 40.9                                                           | 30.6                                                           | 56.6                                                           | 53.1                                                           | 74.8                                                           | 63.0                                                           | 46.3                                                           | 40.5                                                           | 42.9                                                           | 42.0                                                           | 566.0                                                          |
| Días de precipitaciones (≥ 0.1 mm)                             | 17.5                                                           | 14.5                                                           | 15.0                                                           | 11.6                                                           | 13.1                                                           | 12.3                                                           | 13.6                                                           | 12.9                                                           | 11.8                                                           | 13.7                                                           | 14.6                                                           | 16.4                                                           | 167.0                                                          |
| Días de nevadas (≥ 1.0 cm)                                     | 9.7                                                            | 8.8                                                            | 3.7                                                            | 0.4                                                            | 0                                                              | 0                                                              | 0                                                              | 0                                                              | 0                                                              | 0.1                                                            | 1.8                                                            | 6.3                                                            | 36.0                                                           |
| Horas de sol                                                   | 54.0                                                           | 77.1                                                           | 127.1                                                          | 192.4                                                          | 227.3                                                          | 228.0                                                          | 237.2                                                          | 227.4                                                          | 169.0                                                          | 118.9                                                          | 62.7                                                           | 49.1                                                           | 1770.3                                                         |
| Humedad relativa (%)                                           | 83.4                                                           | 79.7                                                           | 75.0                                                           | 66.5                                                           | 66.4                                                           | 66.2                                                           | 67.0                                                           | 68.8                                                           | 76.2                                                           | 81.1                                                           | 85.1                                                           | 84.7                                                           | 75.0                                                           |
| Fuente: NOAA                                                   |                                                                |                                                                |                                                                |                                                                |                                                                |                                                                |                                                                |                                                                |                                                                |                                                                |                                                                |                                                                |                                                                |

## Economía
Cottbus al igual que la mayor parte de las ex RDA ha vivido una difícil progresión económica desde la reunificación; si bien la situación ha mejorado globalmente, algunos indicadores relativos eran más favorables antes de la década de 1990. La región ostenta históricamente, desde hace siglos, uno de los niveles de riqueza más bajos del país a pesar de las constantes subvenciones del gobierno federal y de la Unión Europea (UE).

## Ciudades hermanadas
- Grosseto
- Lípetsk
- Montreuil (Sena-Saint Denis)
- Zielona Góra

## Habitantes notables
- Georg Michael Welzel, el último ejecutado por garrote vil en España.
- Tony Martin, ciclista profesional.